# Trachykele lecontei
Trachykele lecontei är en skalbaggsart som först beskrevs av Hippolyte Louis Gory 1841.  Trachykele lecontei ingår i släktet Trachykele och familjen praktbaggar. Inga underarter finns listade i Catalogue of Life.